# Udomsilp Sornbutnark
Udomsilp Sornbutnark (Lopburi, 1º giugno 1948) è un ex calciatore thailandese di ruolo centrocampista.

## Carriera
Con la Nazionale thailandese ha partecipato alle Olimpiadi del 1968, realizzando, in occasione della sconfitta contro il Guatemala, l'unica rete finora segnata dalla Thailandia alle Olimpiadi.